# Jabugo (Schinken)

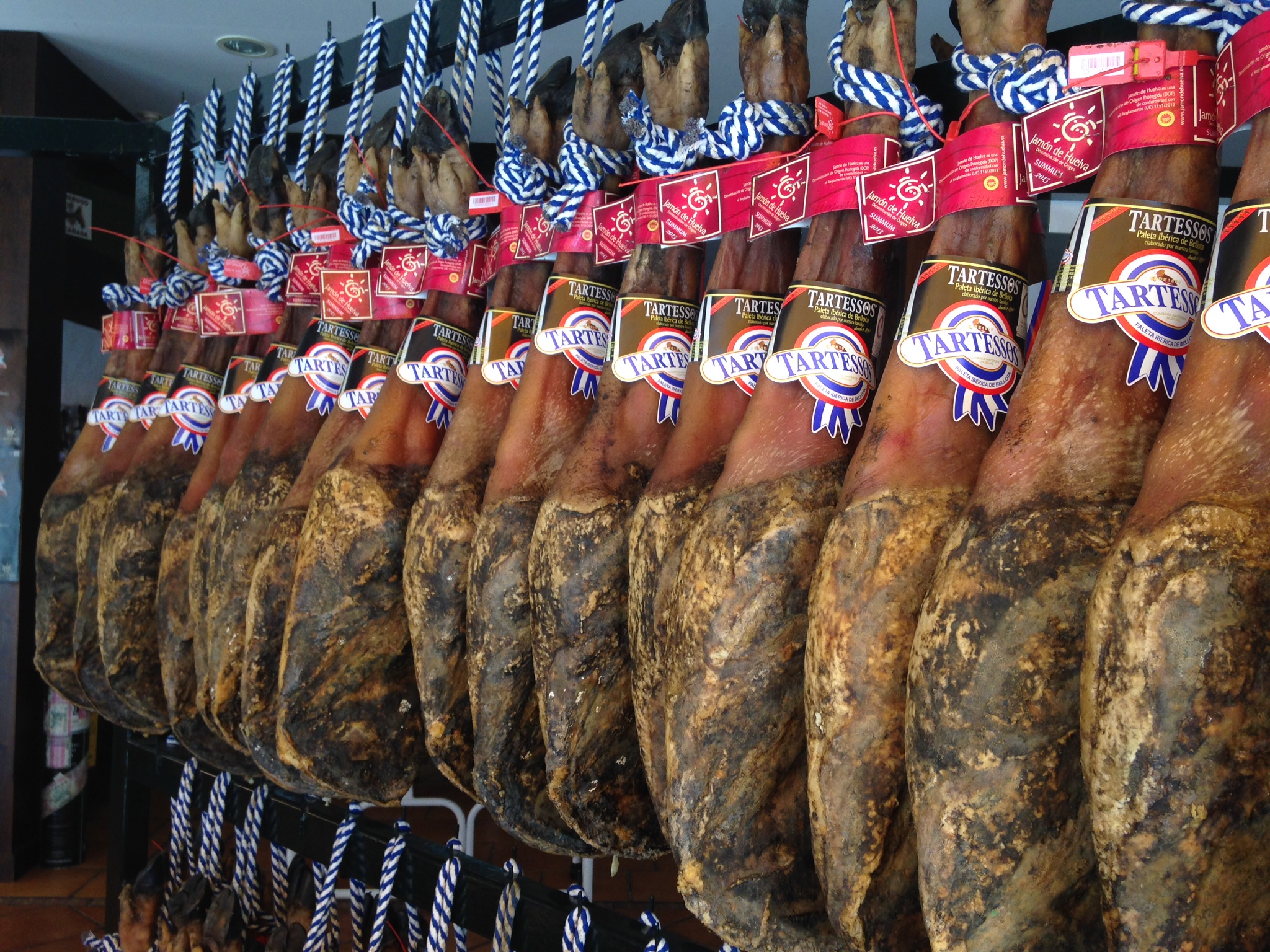
Jamón de Jabugo

Jabugo ist ein spanischer Ibérico-Schinken mit geschützter Ursprungsbezeichnung. Für  die Herstellung werden ausschließlich Schweine der Rasse Iberisches Schwein (spanisch Cerdo Ibérico) verwendet.

## Herkunft
Das Erzeugungsgebiet umfasst 22 Gemeinden der Provinzen Cáceres und Badajoz in der Autonomen Gemeinschaft Extramadura sowie 13 Gemeinden der Provinzen Sevilla, Córdoba, Huelva, Cádiz und Málaga in Andalusien.
Das Verarbeitungsgebiet besteht aus 31 Gemeinden in der Provinz Huelva.
La Sierra de Huelva ist der nördlichste Landkreis der gleichnamigen Provinz und bildet den westlichsten Ausläufer der Sierra Morena. Das Gelände ist ein relativ zerklüftetes Mittelgebirge mit einem weitläufigen Flussnetzes und zahlreichen Bergketten und Tälern. Die Höhenlagen beginnen bei 500 Meter und erreichen auf dem Gipfel des Castaño 1042 Meter bei einer durchschnittlichen Höhe von etwa 700 Meter.
La Sierra de Huelva hat eine Fläche von 307.952 Hektar, wovon mehr als 120.000 Hektar auf Dehesas mit Stein- und Korkeichen entfallen. Wesentliche Bestandteile der Grünlandflora sind Bodenfrüchtiger Klee, Periballia laevis, Zwiebel-Rispengras sowie Rumex bucefaloforus. Außerdem gedeihen auf kalkarmen Böden auch Zistrosen- und Ginstergewächse.

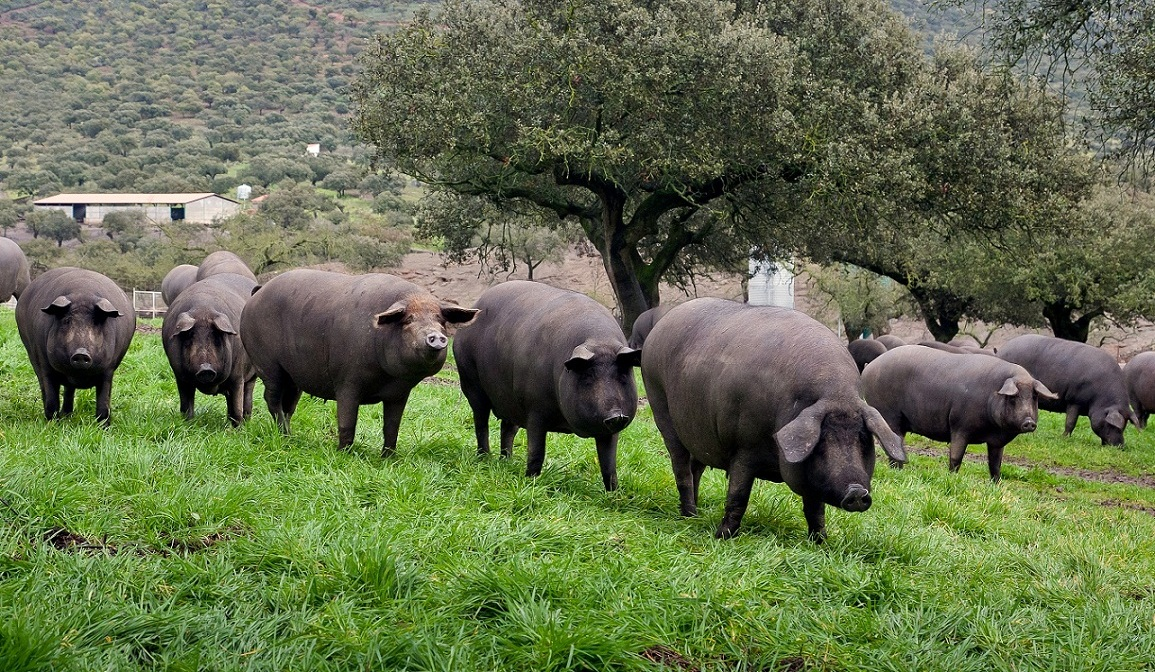
Iberische Schweine auf einer Dehesa

Die Schweine werden extensiv mit einer Besatzdichte von maximal 1,25 Schweine pro Hektar auf den Weiden gehalten und ernähren sich während der zwischen dem 1. Oktober und dem 31. März stattfindenden Mast ausschließlich von Eicheln und anderen auf den Dehesas vorkommenden Pflanzen. Dabei werden sie zunächst auf die steilsten und unzugänglichsten Parzellen getrieben und weiden am Ende auf den flachsten und am leichtesten zugänglichen Parzellen. Die Besatzdichte wird in Abhängigkeit von der Menge an Eicheln an den Stein-, Kork- und Galleichen festgelegt, die den Schweinen in der jeweiligen Mastperiode zur Verfügung stehen.
Das Durchschnittsgewicht muss bei Mastbeginn zwischen 92 und 115 kg liegen. Während der Mast müssen die Tiere über einen Zeitraum von mehr als 60 Tagen mindestens 46 kg zunehmen. Die Tiere werden unmittelbar nach der Weidemast geschlachtet; das Mindestschlachtalter beträgt 14 Monate.
Aufzucht und Mast müssen im festgelegten Erzeugungsgebiet erfolgen. Die gesamte Verarbeitung (Schlachtung, Zerlegung, Salzen, Waschen, Ruhen, Trocknung und Reifung) muss im festgelegten Verarbeitungsgebiet erfolgen.

## Herstellung
Hinter- und Vorderschinken werden gewaschen und gesalzen. In der folgenden Ruhephase verteilt sich das Salz gleichmäßig im gesamten Schinken. Anschließend werden die Stücke zum Schwitzen in natürliche Trockenkammern gehängt. Abschließend werden die Schinken in natürliche Reifekeller gebracht. Während des Reifungsprozesses bildet sich bei über den gesamten Zeitraum praktisch gleichbleibender Temperatur und Luftfeuchtigkeit auf der Oberfläche eine typische Schimmelflora.
Die Herstellungsdauer beträgt bei Hinterschinken von weniger als 7 kg mindestens 600 Tage, bei Hinterschinken ab 7 kg mindestens 730 Tage und bei Vorderschinken mindestens 365 Tage.

## Eigenschaften

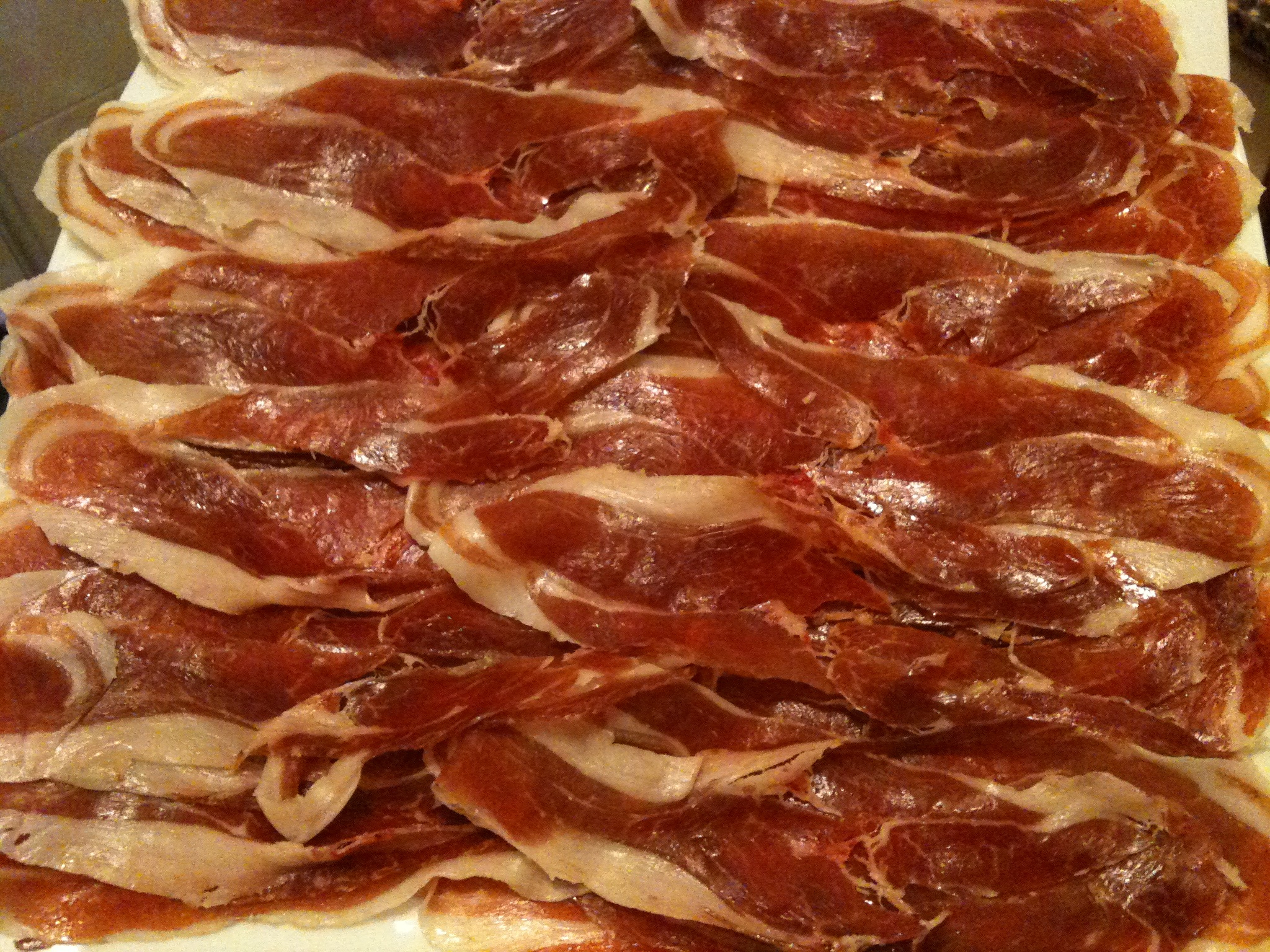
Jamón de Jabugo (aufgeschnitten)

Die Schinken sind länglich, schlank und mit dem traditionellen V-förmigen Serrano-Schnitt profiliert. Bei Vorderschinken ist auch der Halbmondschnitt zulässig. Die Klaue bleibt am Schinken.
Das Mindestgewicht beträgt bei Hinterschinken 5,75 kg und bei Vorderschinken 3,7 kg.
Das äußere Erscheinungsbild ist klar und weist eine auffällige weiße oder dunkelblaue bis graue Schimmelflora auf. Im Anschnitt ist der Schinken glänzend, von rosa bis purpurroter Farbe und mit Fettadern und Fetteinlagerungen in der Muskelmasse.
Im Bereich der Muskelmasse ist der Schinken fest, im Bereich des weiß-gelblichen Fettgewebes etwas geschmeidiger und formbarer. Die Muskelmasse ist von gering faseriger und stark brüchiger Textur.
Das Fleisch hat einen milden, süßen oder leicht salzigen Geschmack sowie ein angenehmes und charakteristisches Aroma.

## Kennzeichnung und Handel
Der Schinken müssen mit einem im Schlachthof angebrachten Siegel und einem beim Verlassen des Reifekellers angebrachten Etikett versehen sein. Nach erfolgter Zertifizierung darf der Schinken entbeint, portioniert oder geschnitten verkauft werden.
In Scheiben geschnittene Schinken müssen mit dem nummerierten Kontrollsiegel der geschützten Ursprungsbezeichnung versehen sein. Entbeinte Schinken tragen ein eingebranntes Siegel mit dem Namen der geschützten Ursprungsbezeichnung sowie der Kennung des Marktteilnehmers.